# Ліллі Караті
Ліллі Караті (італ. Lilli Carati; 23 вересня 1956 — 20 жовтня 2014) — італійська акторка малобюджетних фільмів, фотомодель, учасниця конкурсів краси, втягнута в порноіндустрію. 

## Біографія
Народилася в Варезе (Ломбардія). У 1970-ті неодноразово ставала призеркою конкурсів краси, в тому числі посіла друге місце на національному конкурсі «Міс Італія» 1974 року. Після цього працювала фотомоделлю в Мілані. У кіно Караті вперше знялася в 1975 році. Не маючи акторської освіти, але володіючи ефектною зовнішністю, знімалася переважно в еротичних комедіях. Однією з найбільш помітних її робіт є фільм «Коли тобі двадцять», який отримав в Італії статус культового. У цьому фільмі Караті з Глорією Гвідою грають двох молодих дівчат, які безтурботно живуть в комуні хіппі, які подорожують автостопом і віддані вільному коханню з незнайомцями.
На початку 1980-х Караті співпрацювала з режисером Джо Д'Амато і знялася в чотирьох його фільмах. У 1987 і 1988 роках знялася в п'яти порнографічних фільмах. Її партнером у кількох з них був Рокко Сіффреді, який тільки починав свою кар'єру. Караті знімалася для еротичних журналів, таких як «Playboy», «Playmen», «Penthouse», «Blitz». Пізніше Караті розповідала, що до зйомок в порнофільмах перейшла через потребу в грошах на наркотики. Вона зізнавалася у вживанні кокаїну і героїну.
У травні 1988 року Караті була заарештована за звинуваченням у зберіганні наркотиків, у неї виявили чотири грами героїну. Незабаром вона вчинила спробу самогубства в тюремній камері, порізавши вени. Пізніше знову намагалася померти, викинувшись з вікна. У 1993 році вона була засуджена за цією справою і отримала тюремний термін в п'ять місяців і десять днів. 
У 1990-х роках Караті подолала наркозалежність, працювала на адміністративній посаді в комуні Саман для людей, які боролися із залежністю. Про її успішне лікування був знятий документальний фільм, показаний в 2008 році. У той же час Караті регулярно запрошувалася на різні телепередачі, в 2011 році збиралася повернутися в кіно після понад двадцятирічної перерви. 
Однак у неї незабаром був діагностований рак мозку. В останні роки життя Караті безуспішно боролася з хворобою. Померла 20 жовтня 2014 року у віці 58 років.

## Фільмографія
- Жорстоке лайно (2015)
- Повія (1990)
- Одна дуже невірна дружина (1988)
- Бажання підглядати (1986)
- Жадання (1986)
- Задоволення (1985)
- Хтивість (1985)
- Чарівна мить (1984)
- Чоловік у відпустці (1981)
- Стерв'ятники над містом (1981)
- Привид в моєму ліжку (1981)
- Ось рука (1980)
- Дівоче тіло (1979)
- Канікули голяка (1979)
- Втеча з жіночої в'язниці (1978)
- Коли тобі двадцять (1978)
- Людина для продажу (1978)
- Кінець світу в нашому подружньому ліжку одного разу дощової ночі (1978)
- Поліцейський гонщик (1977)
- Адвокат зла (1977)
- Сусідка по парті (1977)
- Відділ по боротьбі з угонами (1976)
- Вчителька природознавства (1976)
- Під яким ти знаком? (1975)